# جام در جام اروپا ۹۳–۱۹۹۲
فصل ۹۳–۱۹۹۲، از مسابقات فوتبال جام برندگان جام اروپا، با برتری ۳ بر ۱ پارما مقابل رویال آنتورپ، در فینال این رقابت‌ها و در ورزشگاه ومبلی به پایان رسید.

## دور انتخابی
| تیم ۱                 | نتیجه‌نهایی | تیم ۲                          | بازی رفت | بازی برگشت |
| --------------------- | ---------- | ------------------------------ | -------- | ---------- |
| باشگاه فوتبال ماریبور | 5–2        | Ħamrun Spartans                | 4–0      | 1–2        |
| Strømsgodset          | 0–4        | باشگاه فوتبال هاپوئل پتخ تیکوا | 0–2      | 0–2        |
| باشگاه فوتبال فادوتس  | 1–12       | باشگاه فوتبال چورنومورتس اودسا | 0–5      | 1–7        |
| Avenir Beggen         | 2–1        | باشگاه فوتبال توشهاون          | 1–0      | 1–1        |

## دور اول
| تیم ۱                       | نتیجه‌نهایی                      | تیم ۲                             | بازی رفت | بازی برگشت |
| --------------------------- | ------------------------------- | --------------------------------- | -------- | ---------- |
| Miedź Legnica               | 0–1                             | باشگاه فوتبال موناکو              | 0–1      | 0–0        |
| باشگاه فوتبال المپیاکوس     | 3–1                             | باشگاه فوتبال چورنومورتس اودسا    | 0–1      | 3–0        |
| باشگاه فوتبال ترابزون‌اسپور  | 4–2                             | باشگاه فوتبال تورون پالوسئورا     | 2–0      | 2–2        |
| باشگاه فوتبال ماریبور       | 1–9                             | باشگاه فوتبال اتلتیکو مادرید      | 0–3      | 1–6        |
| باشگاه ورزشی وردر برمن      | 4–3                             | باشگاه فوتبال هانوفر ۹۶           | 3–1      | 1–2        |
| Airdrieonians               | 1–3                             | باشگاه فوتبال اسپارتا پراگ        | 0–1      | 1–2        |
| باشگاه فوتبال پارما         | 2–1                             | باشگاه فوتبال اویپشت              | 1–0      | 1–1        |
| Valur                       | 0–3                             | باشگاه فوتبال بوآویستا            | 0–0      | 0–3        |
| باشگاه فوتبال لفسکی صوفیه   | 2–2 (قانون گل زده در خانه حریف) | باشگاه فوتبال لوتسرن              | 2–1      | 0–1        |
| باشگاه فوتبال فاینورد       | 2–2 (قانون گل زده در خانه حریف) | باشگاه فوتبال هاپوئل پتخ تیکوا    | 1–0      | 1–2        |
| باشگاه فوتبال اسپارتاک مسکو | ۵–۱                             | Avenir Beggen                     | ۰–۰      | ۵–۱        |
| باشگاه فوتبال لیورپول       | 8–2                             | باشگاه فوتبال آپولون لیماسول      | ۶–۱      | ۲–۱        |
| باشگاه فوتبال کاردیف سیتی   | 1–3                             | باشگاه فوتبال آدمیرا واکر مودلینگ | 1–1      | 0–2        |
| Glenavon                    | 2–2 (1–3 ضربات پنالتی (فوتبال)) | باشگاه فوتبال رویال آنتورپ        | 1–1      | 1–1        |
| باشگاه فوتبال آی‌ای‌کی        | 4–4 (قانون گل زده در خانه حریف) | باشگاه ورزشی آرهوس                | 3–3      | 1–1        |
| باشگاه فوتبال بوهمیان       | 0–4                             | Steaua București                  | 0–0      | 0–4        |

## دور دوم
| تیم ۱                             | نتیجه‌نهایی                      | تیم ۲                        | بازی رفت | بازی برگشت      |
| --------------------------------- | ------------------------------- | ---------------------------- | -------- | --------------- |
| باشگاه فوتبال موناکو              | 0–1                             | باشگاه فوتبال المپیاکوس      | 0–1      | 0–0             |
| باشگاه فوتبال ترابزون‌اسپور        | 0–2                             | باشگاه فوتبال اتلتیکو مادرید | 0–2      | 0–0             |
| باشگاه ورزشی وردر برمن            | 2–4                             | باشگاه فوتبال اسپارتا پراگ   | 2–3      | 0–1             |
| باشگاه فوتبال پارما               | 2–0                             | باشگاه فوتبال بوآویستا       | 0–0      | 2–0             |
| باشگاه فوتبال لوتسرن              | 2–4                             | باشگاه فوتبال فاینورد        | 1–0      | 1–4             |
| باشگاه فوتبال اسپارتاک مسکو       | 6–2                             | باشگاه فوتبال لیورپول        | 4–2      | 2–0             |
| باشگاه فوتبال آدمیرا واکر مودلینگ | 6–7                             | باشگاه فوتبال رویال آنتورپ   | 2–4      | 4–3 (وقت اضافه) |
| باشگاه ورزشی آرهوس                | 4–4 (قانون گل زده در خانه حریف) | Steaua București             | 3–2      | 1–2             |

## یک‌چهارم نهایی
| تیم ۱                      | نتیجه‌نهایی                      | تیم ۲                        | بازی رفت | بازی برگشت |
| -------------------------- | ------------------------------- | ---------------------------- | -------- | ---------- |
| باشگاه فوتبال المپیاکوس    | 2–4                             | باشگاه فوتبال اتلتیکو مادرید | 1–1      | 1–3        |
| باشگاه فوتبال فاینورد      | 1–4                             | باشگاه فوتبال اسپارتاک مسکو  | 0–1      | 1–3        |
| باشگاه فوتبال اسپارتا پراگ | 0–2                             | باشگاه فوتبال پارما          | 0–0      | 0–2        |
| باشگاه فوتبال رویال آنتورپ | 1–1 (قانون گل زده در خانه حریف) | Steaua București             | 0–0      | 1–1        |

## نیمه‌نهایی
| تیم ۱                        | نتیجه‌نهایی                      | تیم ۲                      | بازی رفت | بازی برگشت |
| ---------------------------- | ------------------------------- | -------------------------- | -------- | ---------- |
| باشگاه فوتبال اسپارتاک مسکو  | 2–3                             | باشگاه فوتبال رویال آنتورپ | 1–0      | 1–3        |
| باشگاه فوتبال اتلتیکو مادرید | 2–2 (قانون گل زده در خانه حریف) | باشگاه فوتبال پارما        | 1–2      | 1–0        |

## فینال
| باشگاه فوتبال پارما                              | ۳–۱                     | باشگاه فوتبال رویال آنتورپ |
| ------------------------------------------------ | ----------------------- | -------------------------- |
| لورنزو مینوتی ۹' · آلساندرو ملی ۳۰' · Cuoghi ۸۴' | Report (archive) Report | Severeyns ۱۱'              |

## گلزنان برتر
| رتبه | بازیکن                 | تیم                               | گل |
| ---- | ---------------------- | --------------------------------- | -- |
| ۱    | الکساندره سژرنیاتینسکی | باشگاه فوتبال رویال آنتورپ        | ۷  |
| ۲    | Andrei Piatnitski      | باشگاه فوتبال اسپارتاک مسکو       | ۶  |
| ۲    | ایان راش               | باشگاه فوتبال لیورپول             | ۵  |
| ۴    | فاستینو آسپریا         | باشگاه فوتبال پارما               | ۴  |
| ۴    | Torben Christensen     | باشگاه ورزشی آرهوس                | ۴  |
| ۴    | والری کارپین           | باشگاه فوتبال اسپارتاک مسکو       | ۴  |
| ۴    | József Kiprich         | باشگاه فوتبال فاینورد             | ۴  |
| ۴    | یوری نیکیفوروف         | باشگاه فوتبال چورنومورتس اودسا    | ۴  |
| ۴    | دمیتری رادچنکو         | باشگاه فوتبال اسپارتاک مسکو       | ۴  |
| ۴    | واینتون روفر           | باشگاه ورزشی وردر برمن            | ۴  |
| ۱۰   | Ion Vlădoiu            | Steaua București                  | ۳  |
| ۱۰   | Johannes Abfalterer    | باشگاه فوتبال آدمیرا واکر مودلینگ | ۳  |
| ۱۰   | Manachem Bason         | باشگاه فوتبال هاپوئل پتخ تیکوا    | ۳  |
| ۱۰   | لوئیز گارسیا           | باشگاه فوتبال اتلتیکو مادرید      | ۳  |
| ۱۰   | آلساندرو ملی           | باشگاه فوتبال پارما               | ۳  |
| ۱۰   | Giorgos Vaitsis        | باشگاه فوتبال المپیاکوس           | ۳  |